# 珠海公交Z51路线
珠海公交Z51路线（前稱珠海公交151路線），是中华人民共和国广东省珠海市内一条巴士路线，往来橫琴口岸西及琴海西路总站。

## 歷史
- 本线路前身是151路線，于2014年3月开行，線路走向為“石博園—中電投”，是橫琴新區首個區內線路，上车收费人民币1元。全程行车时间30分钟，全程行车里数6.5公里，每日运行18个班次。[1][2][3]
- 2015年8月26日，該路線編碼更名為Z51路線，線路走向為“橫琴口岸西—中電投”，同时实施與市區線路的换乘优惠，服務時間及班次保持不變。[4]

## 外部連結
- 珠海市公共汽车线路信息表
- 珠海市交通运输局